# رود ییا
رود ییا (انگلیسی: Yeya) یک رودخانه در سرزمین کراسنودار کشور روسیه است.